# Harry Stenqvist
Erik Harry Stenqvist (ur. 25 grudnia 1893 w Chicago, zm. 9 grudnia 1968 w Örebro) – szwedzki kolarz szosowy, dwukrotny medalista olimpijski.

## Kariera
Największe sukcesy w karierze Harry Stenqvist osiągał w 1920, kiedy zdobył dwa medale podczas igrzysk olimpijskich w Antwerpii. W indywidualnej jeździe na czas Szwed był najlepszy, bezpośrednio wyprzedzając Henry’ego Kaltenbrunna ze Związku Południowej Afryki oraz Francuza Fernanda Canteloube’a. W rzeczywistości najszybciej do mety dojechał Kaltenbrunn, Canteloube był drugi a Stenqvist trzeci, jednak po korekcie czasu (wynikającej z czekania na przejazd pociągów na trasie) Stenqvista przesunięto na pierwsze miejsce. Na tych samych igrzyskach wspólnie z Sigfridem Lundbergiem, Ragnarem Malmem i Axelem Perssonem zdobył srebrny medal w drużynie. Wielokrotnie zdobywał medale szosowych mistrzostw Szwecji, w tym osiem złotych. Nigdy jednak nie zdobył medalu na szosowych mistrzostwach świata.